# TP d'Or 2001
Els premis TP d'Or 2001 foren entregats el 20 de gener de 2002 en un acte al Palacio de Congresos (Campo de las Naciones) presentat per Silvia Jato i Antonio Hidalgo Galán.
| Categoria                               | Programa                                 | Persona               | Resultat   |
| --------------------------------------- | ---------------------------------------- | --------------------- | ---------- |
| Actor                                   | Cuéntame cómo pasó i Dime que me quieres | Imanol Arias          | Guanyador  |
| Actor                                   | Compañeros                               | David Janer           | Nominat    |
| Actor                                   | Un chupete para ella                     | Juanjo Puigcorbé      | Nominat    |
| Actriu                                  | Cuéntame cómo pasó                       | Ana Duato             | Guanyadora |
| Actriu                                  | Academia de baile Gloria                 | Lina Morgan           | Nominada   |
| Actriu                                  | 7 vidas                                  | Amparo Baró           | Nominada   |
| Presentador                             | Operación Triunfo                        | Carlos Lozano         | Guanyador  |
| Presentador                             | Crónicas Marcianas                       | Javier Sardà          | Nominat    |
| Presentador                             | La Noche con Fuentes y Cía               | Manel Fuentes         | Nominat    |
| Presentadora                            | Sabor a ti                               | Ana Rosa Quintana     | Guanyadora |
| Presentadora                            | Día a día                                | María Teresa Campos   | Nominada   |
| Presentadora                            | Pasapalabra                              | Silvia Jato           | Nominada   |
| Sèrie Nacional                          | Cuéntame cómo pasó                       | Cuéntame cómo pasó    | Guanyador  |
| Sèrie Nacional                          | Compañeros                               | Compañeros            | Nominada   |
| Sèrie Nacional                          | Periodistas                              | Periodistas           | Nominada   |
| Telenovel·la                            | Yo soy Betty, la fea                     | Yo soy Betty, la fea  | Guanyador  |
| Informatiu diari                        | Antena 3 Noticias                        | Antena 3 Noticias     | Guanyador  |
| Programa d'espectacles i entreteniment  | Operación Triunfo                        | Operación Triunfo     | Guanyador  |
| Magazine                                | El diario de Patricia                    | El diario de Patricia | Guanyador  |
| Programa d'actualitat i reportatges     | El informal                              | El informal           | Guanyador  |
| Concurs                                 | Pasapalabra                              | Pasapalabra           | Guanyador  |
| Programa Infantil                       | Club Disney                              | Club Disney           | Guanyador  |
| Sèrie d'animació                        | Els Simpson                              | Els Simpson           | Guanyador  |
| Premi Especial Trajectòria Professional | Ramón García                             | Ramón García          | Guanyador  |